# Cueva de la Encantada
La cueva de la Encantada es una cueva ubicada en el municipio de Luque (Córdoba, España). Tiene una profundidad de 40 metros y se localiza en el centro de la ciudad, a unos pocos metros del castillo medieval. 

## Descripción
En el interior de la gruta se pueden encontrar reproducciones de pinturas rupestres encontradas en otras cuevas del término municipal, que por su ubicación resultan inaccesibles o poco recomendables para visitas turísticas, por lo que se pueden apreciar en esta cueva reunidas. La mayoría de las pinturas pertenecen al Neolítico o el Calcolítico. La cueva está abierta al público y se realizan visitas guiadas tanto para niños como para especialistas.

## Pinturas

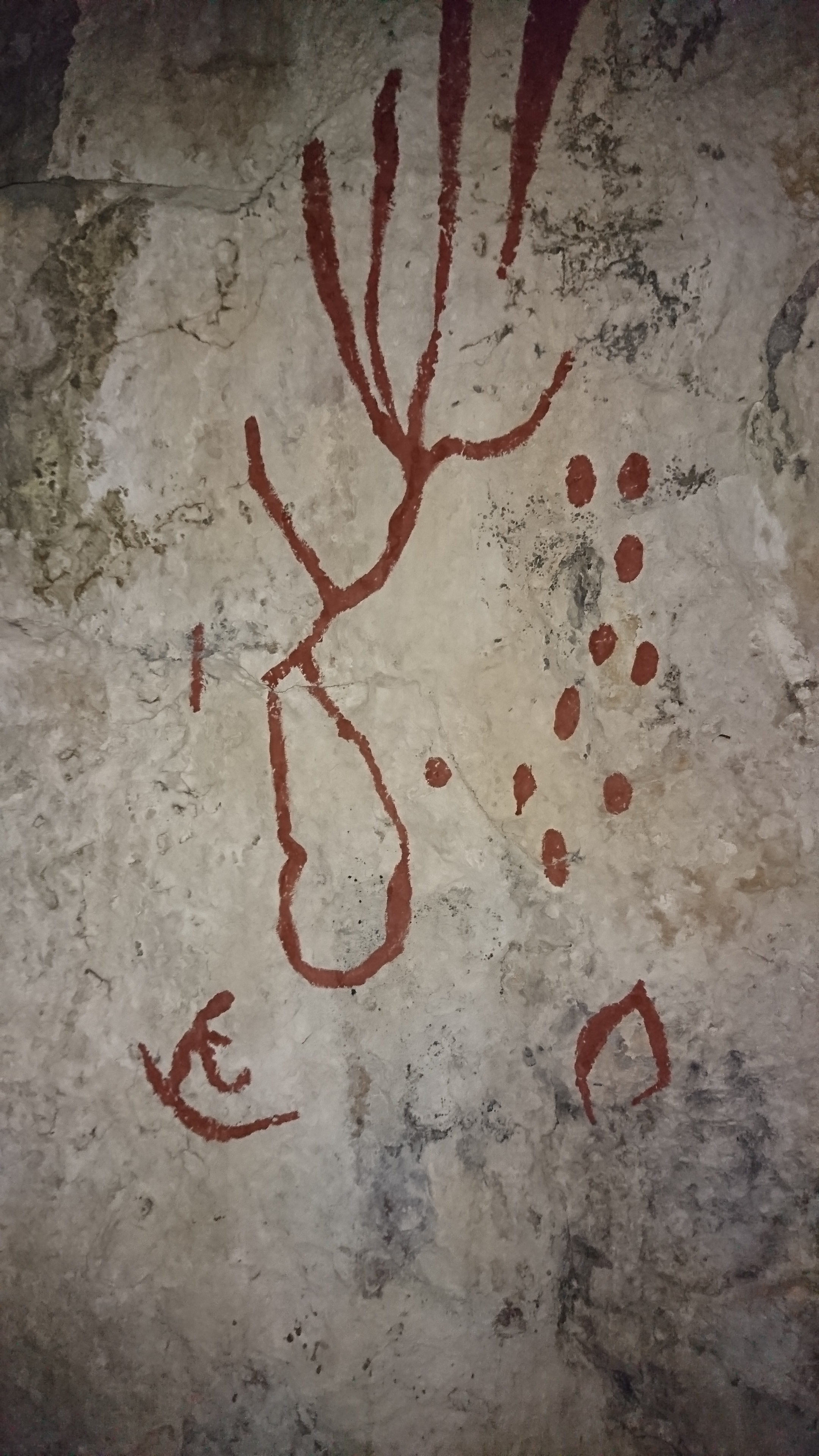
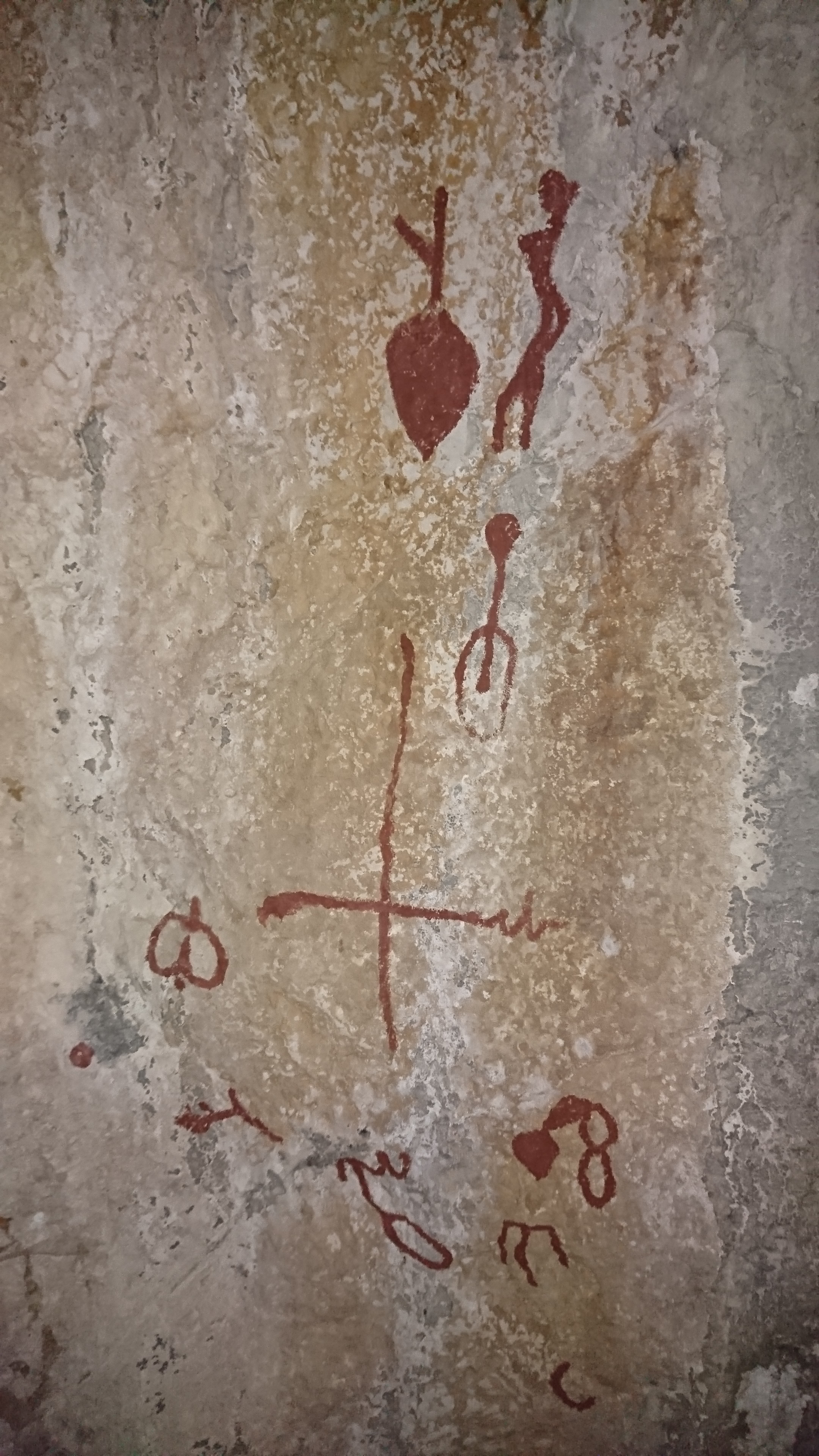
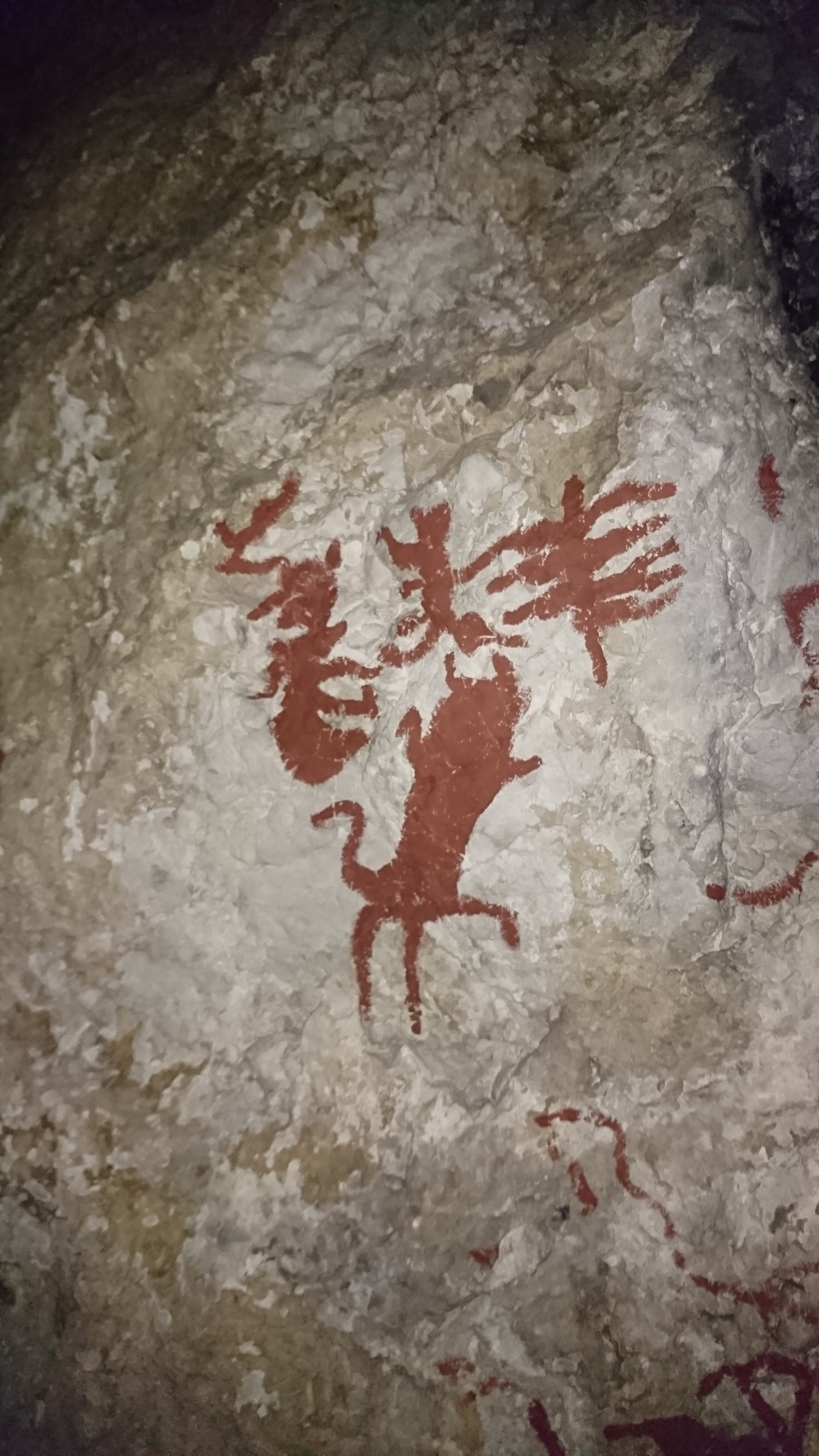

## Enlaces
- Wikimedia Commons alberga una categoría multimedia sobre Cueva de la Encantada.

- Datos: Q41115878
- Multimedia: Cueva de la Encantanda / Q41115878